# Thirty-Three
"Thirty-Three" é uma canção escrita por Billy Corgan, gravada pela banda The Smashing Pumpkins.
É o sexto single do terceiro álbum de estúdio lançado a 24 de outubro de 1995 Mellon Collie and the Infinite Sadness.

## Desempenho nas paradas musicais
| Parada musical (1996)                       | Posições |
| ------------------------------------------- | -------- |
| Estados Unidos - Hot Mainstream Rock Tracks | 18       |
| Estados Unidos - Alternative Songs          | 2        |
| Estados Unidos - Billboard Hot 100          | 39       |
| Nova Zelândia - RIANZ                       | 7        |
| Reino Unido - UK Singles Chart              | 21       |